# Poul Kjærholm

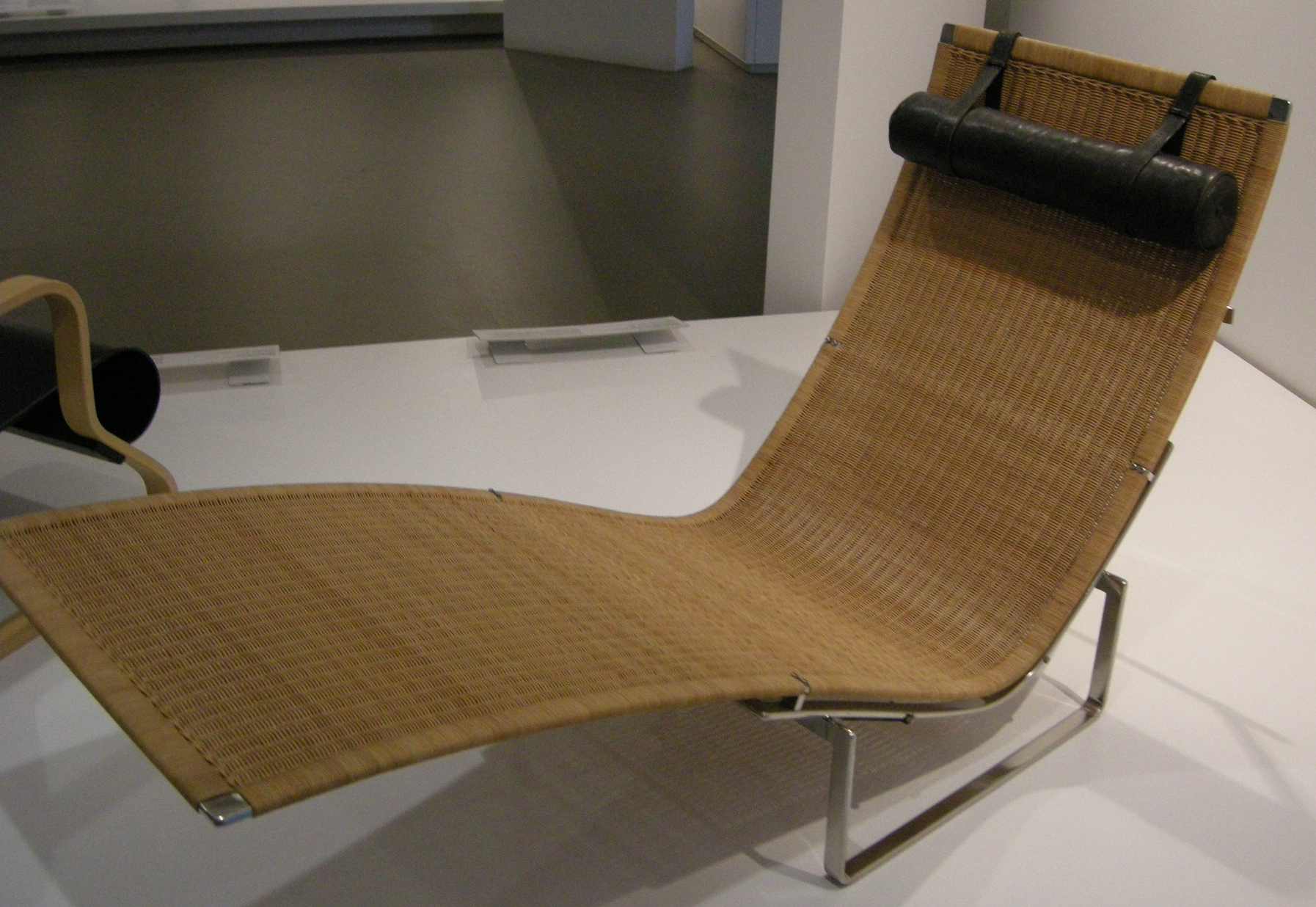
Liegesessel PK24

Poul Kjærholm (* 8. Januar 1929 in Østervrå; † 18. April 1980 in Hillerød) war ein dänischer Designer, der für seine Möbelentwürfe im modernen, skandinavischen Stil bekannt ist.

## Leben und Werk
Nachdem Poul Kjærholm seine 1948 begonnene Schreinerlehre absolviert hatte, besuchte er ab 1952 die Königlich Dänische Kunstakademie. Im Folgejahr heiratete er seine Kommilitonin Hanne Dam, die unter dem Ehenamen Hanne Kjærholm später als Architektin erfolgreich war. Ab Mitte der 1950er Jahre entwarf Poul Kjærholm Möbel für den befreundeten Unternehmer Ejvind Kold Christiansen, der diese in Serienfertigung produzieren ließ und vermarktete. In der Zusammenarbeit mit Christiansen genoss Kjærholm weitreichende künstlerische Freiheiten, wobei eine Eignung der Entwürfe für die Serienfertigung stets gewahrt blieb. Kjærholm arbeitete bis zu seinem Tod im Jahr 1980 mit Christiansen zusammen. Im Jahr 1982 übernahm der Möbelhersteller Fritz Hansen die Entwürfe und bietet sie bis heute an. Ab 1959 lehrte Kjærholm an der Königlich Dänische Kunstakademie. Im Jahr 1973 übernahm er die Leitung der zu diesem Zeitpunkt neu zusammengeschlossenen Abteilungen für Kunstgewerbe und für Design. 1976 erlangte er den Rang eines Professors.

## Ehrungen und Ausstellungen
Mit der Teilnahme an der Ausstellung Formes Scandinaves, die 1958 in Paris stattfand, erlangte Kjærholm erstmals internationale Aufmerksamkeit. Im gleichen Jahr wurde er mit dem Lunningpreis ausgezeichnet, der von 1951 bis 1970 jährlich an je zwei skandinavische Designer verliehen wurde. Sowohl 1957 als auch 1960 gewann Kjærholm den großen Preis auf der Mailänder Triennale. Seine Entwürfe sind heute in den Dauerausstellungen sowohl des Museum of Modern Art in New York als auch des Victoria and Albert Museum in London sowie in den Sammlungen zahlreicher weiterer Museen vertreten.